# Ornithomya biloba
Ornithomya biloba är en tvåvingeart som först beskrevs av Dufour 1827.  Ornithomya biloba ingår i släktet Ornithomya och familjen lusflugor. Arten är reproducerande i Sverige. Inga underarter finns listade i Catalogue of Life.